# Leptochloa caerulescens
Leptochloa caerulescens är en gräsart som beskrevs av Ernst Gottlieb von Steudel. Leptochloa caerulescens ingår i släktet spretgräs, och familjen gräs. Inga underarter finns listade i Catalogue of Life.